# ویتلند (میزوری)
ویتلند (به انگلیسی: Wheatland) یک شهر در ایالات متحده آمریکا است که در شهرستان هیکوری، میزوری واقع شده‌است. ویتلند ۱٫۵۸ کیلومتر مربع مساحت و ۳۷۱ نفر جمعیت دارد و ۳۲۱ متر بالاتر از سطح دریا  قرار دارد.